# Nanorrhinum roseiflorum
Nanorrhinum roseiflorum är en grobladsväxtart som beskrevs av Mosti, Raffaelli och Tardelli. Nanorrhinum roseiflorum ingår i släktet Nanorrhinum och familjen grobladsväxter. Inga underarter finns listade i Catalogue of Life.